# Ингауните, Стасе
Стасе А. Ингауните (лит. Stasė Ingaunytė; род. 11 марта 1944, Skeiriai) — советская и литовская шашистка, чемпионка СССР по русским шашкам среди женщин 1976 года, серебряный призёр чемпионата СССР 1980 года, трёхкратная чемпионка СССР по шашкам среди слепых и слабовидящих женщин (1971, 1981, 1989). Шестикратная чемпионка Литвы по русским шашкам (1971, 1974, 1976, 1978, 1991, 1993). Мастер спорта СССР (1977). Выступала за спортивное общество «Жальгирис».

## Биография
Играть в шашки Стасе научилась в детстве. Во втором классе школы у неё стало ухудшаться зрение, лечение не помогало, она переехала в Вильнюс в интернат для плохо видящих детей. В пятом классе Стасе полностью потеряла зрение, но заниматься шашками не бросила. В 1973 году окончила заочное отделение юридического факультета Вильнюсского университета, работала учительницей спецкласса слепых детей вечерней школы. С 1992 года работает редактором аудио журнала литовского общества слепых. Награждена медалью за спортивные заслуги (1994).